# Syb Talma
Pour les articles homonymes, voir Talma.
 (juillet 2025).
Aritius Sybrandus (Syb) Talma (Angeren, 1864 — Bennebroek, 1916) est un pasteur protestant et homme politique néerlandais, membre de l’Anti-Revolutionaire Partij (ARP, le Parti anti-révolutionnaire). Il fut entre 1908 et 1913 ministre de l'Agriculture, de l'Industrie et du Commerce, et l'un des fondateurs du système de sécurité sociale aux Pays-Bas.